# Ceratinopsis crosbyi
Ceratinopsis crosbyi är en spindelart som beskrevs av Chamberlin 1948. Ceratinopsis crosbyi ingår i släktet Ceratinopsis och familjen täckvävarspindlar. Inga underarter finns listade i Catalogue of Life.